# Narodowa Rumuńska Fascia
Narodowa Rumuńska Fascia (rum. Fascia Națională Română) – mała faszystowska grupa, aktywna w Rumunii w latach 20. XX wieku.
Partia kierowana przez Titusa Vifora i Elenę Bacaloglu, pojawiła się w 1921 roku w wyniku zakończenia krótkiej działalności Narodowej Partii Faszystowskiej. W szczytowym momencie liczyła sobie 1,5 tys. członków. Definiowała siebie jako narodowo-socjalistyczną, choć skupiała się na korporacjonizmie, reformie rolnej i powstawaniu kooperatyw rolniczych. Głównym terenami, na których działała, były Mołdawia, Bukowina i Banat.
W 1923 roku grupa połączyła się z Narodowym Włosko-Rumuńskim Ruchem Kulturowym i Ekonomicznym, tworząc Narodowy Ruch Faszystowski. Pomimo tego pewna część aktywistów kontynuowała działalność pod starą nazwą, jednak bez sukcesów.